# Callopsis
Callopsis — монотипный род многолетних вечнозелёных травянистых растений семейства Ароидные (Araceae), включающий единственный вид Callopsis volkensii.

## Ботаническое описание
Небольшие вечнозелёные травы.
Стебель тонкий, оканчивается корневищем, с очень короткими междоузлиями.

### Листья
Черешки и нижняя поверхность листовой пластинки мелкоопушённые. Влагалища очень короткие.
Листовая пластинка сердцевидно-овальная. Первичные боковые жилки перистые, соединяются в общую краевую жилку; жилки более высокого порядка образуют сетчатый узор.

### Соцветия и цветки
Соцветия два в каждом симпоидальном ветвлении, появляются одновременно с листьями. Цветоножка тонкая, равная или длиннее черешков, иногда превышающая весь лист. Покрывало от широкоовально-эллиптического до полукруглого, на вершине заострённое, в основании нисходящее, белое, более-менее полностью раскрытое и иногда выгибающееся назад в период цветения, неопадающее, закрывающееся на стадии плодоношения.
Початок короче покрывала; женская часть полностью сросшаяся с покрывалом, с редко расположенными цветками, смежная с мужской зоной или с короткой голой осью; мужская зона по длине равна женской, цилиндрическая, с плотно расположенными цветками, репродуктивная до самой вершины.
Цветки однополые, околоцветник отсутствует. Мужской цветок состоит, вероятно, из одной тычинки (2—3 согласно Энглеру); тычинки свободные, сжато-полуквадратные в поперечнике; пыльники сидячие; теки располагаются напротив друг друга, вскрывающиеся одной верхушечной порой; пыльца от сферической до полусферической, среднего размера (37 мкм). Женский цветок: гинецей тонкий, фляговидный, серповидный, желтоватый; завязь одногнёздная, анатропная; семяпочка одна, анатропная; столбик довольно длинный и тонкий;плацента базальная; рыльце маленькое, полусферическое, немного шире столбика.

### Плоды
Плоды — эллипсоидные и слегка повёрнутые зелёные ягоды.
Семена эллипсоидные, с сохранившимися рыльцами; теста более-менее гладкая, тонкая; зародыш удлинённый, от прямого до немного кривого; эндосперм обильный.

## Распространение
Встречается в восточной части тропической Африки: Кения, Танзания.
Растёт в тропических влажных лесах, среди лесной подстилки; ползучий геофит.